# قطعنامه ۱۷۶۱ شورای امنیت
قطعنامه  ۱۷۶۱ شورای امنیت سازمان ملل متحد که در تاریخ ۲۰ ژوئن ۲۰۰۷ تصویب شد، سندی بین‌المللی دربارهٔ بررسی وضعیت در ساحل عاج است. این قطعنامه طی نشست ۵۷۰۰ام با ۱۵ رای موافق، ۰ مخالف و ۰ ممتنع تصویب شد.